# Vede
Vede (sanskrt za znanje) su najstarije svete staroindijske knjige, i najstariji hinduistički sveti tekstovi (poezija, filozofski dijalozi, mitovi i ritualni napjevi) koje su sastavili Arijci prije oko 3.500 godina. One su se stoljećima prenosile usmenom predajom i konačno redigirane koncem 6. stoljeća prije Krista. Osim stihova i tekstova, sadrže i pravila pokreta, himne, molitve i poeziju. Hinduisti ga drže za osnovni izvor znanja i svetih osnova njihove vjere, ali su također i jedan od najstarijih oblika žive kulturne baštine na svijetu. Zbog toga je tradicija vedskog pjevanja upisana na UNESCO-ov Popis nematerijalne svjetske baštine u Aziji i Oceaniji 2008. godine.

## Vedski tekstovi
Vede su sastavljene na tzv. vedskom sanskrtu, arhaičnijem obliku sanskrta. Ti tekstovi sadrže više od tisuću stihova koje indijski svećenici nauče napamet. Koriste se većinom u vjerskim obredima. Vede su napisane između 1500. i 500. godine prije Krista.

### Podjela
Dijele se na 4 knjige, poznate kao „knjige znanja”, iako su uglavnom prenošene usmenom predajom:
1. Rigveda (antologija svetih himni posvećenih božanstvima)
2. Yajurveda (molitve i žrtveni obredi koje su izvodili svećenici)
3. Samaveda (pjesme)
4. Atharuaveda (magični napjevi i formule)

1. Rigveda je najstariji kompletni indijski tekst. Sastoji se od 1028 mantri na sanskrtu s ukupno 10.000 stihova u 10 knjiga. Pjesme su posvećene božanstvima.
2. Yajurveda (žrtvena veda)- svrha joj je bila praktična te je svaka mantra morala pratiti pokret prilikom žrtvovanja. Postoje bijela i crna yajurveda. Bijela se sastoji samo od stihova i izreka nužnih za žrtvovanje, a crna od uputa za žrtvovanje.
3. Samaveda je dobila naziv od sanskrtske riječi Saman što znači "pjesma pohvale". Sastoji se od 1549 mantri od kojih su 78 preuzete iz Rigvede te se neki stihovi ponavljaju. Svrha joj je bila liturgička i praktička da služi kao knjiga pjesama i obreda za svećenike.
4. Atharuaveda nije obredni tekst. Prvi se dio sastoji od vještina i znanja u obrednim čarolijama i pjesmama koje trebaju štititi od demona i nesreća, te od čarolija za liječenje bolesti. Drugi i treći dio se sastoje od rituala koji se koristi u braku i smrti.

## Vedsko pjevanje
Stihove iz Veda su tradicionalno pjevani tijekom svetih rituala i svakodnevno recitirani u vedskim zajednicama. Vrijednost ove tradicije ne leži samo u bogatom sadržaju usmene književnosti, nego i u genijalnoj tehnici vrijednih brahmanskih svećenika u očuvanju tekstova netaknutima tijekom tisuća godina. Kako bi se osiguralo da zvuk svake riječi ostane nepromijenjen, praktikanti su učili od djetinjstva složene recitacijske tehnike koje se temelje na tonskim akcentima; jedinstven način izgovora svakog slova i specifične kombinacije govora.
Iako Vede i dalje igraju važnu ulogu u suvremenom indijskom životu, samo trinaest od izvorno više tisuća vedskih grana recitacija su preživjele. Štoviše, četiri znamenite škole - u Maharashtri (središnja Indija), Kerali i Karnataki (južna Indija), te Orissi (istočna Indija) - smatraju se u neposrednoj opasnosti opstanka.